# Nat pwe
Nat Pwe é um festival místico-religioso que ocorre anualmente, no mês de agosto, em todo o território de Mianmar ou Birmânia, na Ásia.
Nats são espíritos que fazem parte da crença popular de Mianmar desde a sua fundação pelo seu primeiro imperador.
Os festivais Nat Pwe precedem até mesmo ao budismo que foi introduzido na região desde a vizinha Índia e que se trata da religião predominante no país hoje em dia.
Acredita-se que os espíritos, almas ou nat têm a capacidade de ajudar as pessoas (i.e. provendo dinheiro, saúde, amor e outros) ou podem servir para atrapalhar a vida das pessoas, até mesmo chegando a lhes causar a ruína.
Os festivais Nat Pwe são conduzidos para apaziguar estes espíritos e para trazer o bem à vida das pessoas.
Muitos budistas conservadores acham que o consumo de álcool e o espírito de abandono que prevalece nessas reuniões populares não estão muito em sintonia com os propósitos originais do budismo.